# Cour des monnaies
La Cour des monnaies est une cour souveraine d'Ancien Régime.

## Origine
La fabrication des monnaies, droit régalien par excellence, a très tôt fait l'objet d'une surveillance étroite et d'institutions judiciaires dédiées. 
La justice monétaire a d'abord été exercée par les généraux des monnaies. Elle a été confiée ensuite, en 1346, à une juridiction particulière, la Chambre des monnaies, établie en 1358 au Palais de la Cité dans des locaux contigus à la Chambre des comptes. Les appels des sentences de la Chambre des monnaies ont été portés au Parlement jusqu'à janvier 1552, date de son érection en cour souveraine sous l'appellation de « Cour des monnaies ».

## Organisation duXVIeauXVIIIesiècle
À partir de 1552, la Cour des monnaies connaît donc souverainement et en dernier ressort, tant au civil qu'au criminel :
- ratione materiae, du fait de la fabrication des monnaies et par extension de l'emploi des matières d'or et d'argent ;
- ratione personae, elle juge tous ceux qui travaillent ou vendent ces métaux précieux (monnayeurs, changeurs, orfèvres, mineurs, batteurs d'or, fondeurs, merciers, joailliers, etc.)

Une prévôté générale des monnaies est créée par un édit de juin 1635 pour seconder la Cour des monnaies dans ses fonctions administratives et de police dans toute l'étendue du ressort de la Cour. Ce ressort, à l'origine équivalent à celui du Parlement de Paris, ne comprend pas au XVIIIe siècle les territoires tardivement annexés au royaume (justiciables des parlements de Metz et de Pau et de la Chambre des comptes de Dole) ainsi que les généralités relevant de la Cour des monnaies de Lyon, instituée en 1704 et supprimée en 1771.
La Cour des monnaies est supprimée en 1791 avec les autres tribunaux d'Ancien Régime.

## Le droit criminel monétaire
La justice monétaire de l'Ancien régime était particulièrement sévère : les particuliers convaincus de rognage ou de contrefaçon des monnaies pouvaient être condamnés à la peine de mort.

## Cour des monnaies de Lyon
La Cour des monnaies de Paris a eu une compétence sur l'ensemble du royaume de France de ses origines à 1704 et de 1771 à 1791. Entre 1704 et 1771, une Cour des monnaies souveraine a existé à Lyon.